# Venturia (Dacota do Norte)
Venturia é uma cidade localizada no estado norte-americano de Dacota do Norte, no Condado de McIntosh.

## Demografia
Segundo o censo norte-americano de 2000, a sua população era de 23 habitantes.
Em 2006, foi estimada uma população de 20, um decréscimo de 3 (-13.0%).

## Geografia
De acordo com o United States Census Bureau tem uma área de
0,2 km², dos quais 0,2 km² cobertos por terra e 0,0 km² cobertos por água. Venturia localiza-se a aproximadamente 632 m acima do nível do mar.

## Localidades na vizinhança
O diagrama seguinte representa as localidades num raio de 32 km ao redor de Venturia.